# Makkabi Równe
Makkabi Równe (hebr. ‏מועדון הכדורגל מכבי ראָװנע‎, Moadon HaKaduregel Maccabi Rowne) – żydowski klub piłkarski z siedzibą w Równem. Rozwiązany w 1923 roku.

## Historia
Piłkarska drużyna Makkabi została założona w Równem w 1918 z inicjatywy członków organizacji Hitachdut. Wtedy też założono pierwsze boisko, a w jednej ze szkół Talmud-Tora zaczęto prowadzić lekcje gimnastyki. W ciągu kilku miesięcy z Klubu Sportowego Równe przeniosła się do Makkabi grupa żydowskich piłkarzy ze znanymi wówczas zawodnikami, M. Hornsteinem i S. Timbergiem, na czele. Drużyna rozegrała kilka zwycięskich meczów z polskim Klubem Sportowym Równe i Jakorem Zdołbunów. 
Decyzją z dnia 26 lutego 1922 r. walnego zgromadzenia Polskiego Związku Piłki Nożnej (powołanego w 1919 r.) w Krakowie – nowo powołany 30 stycznia 1922 r. zarząd Okręgowego Związku Piłki Nożnej w Lublinie ogłosił terminarz rozgrywek okręgowych klas A, B i C – i do najwyższej Lubelskiej 4-zespołowej Klasy A –  zaliczono Makkabi Równe wraz z WKS Lublin, WKS 7pp Leg. Chełm i WKS Hallerczyk Równe. W tabeli ligowej zajął ostatnie 4 miejsce.
Na początku 1923 r. Makkabi wygrało z reprezentacją Wołynia, co otworzyło przed drużyną nowe możliwości.
Mimo tych sukcesów, niełatwo było zarejestrować żydowski klub sportowy. Mogło to wynikać z napiętej sytuacji społeczno-politycznej na Wołyniu, spowodowanej ciągłymi tarciami między Polakami a Ukraińcami. W takich warunkach organizacje sportowe czy harcerskie mogły się łatwo przekształcić w formacje paramilitarne. Być może właśnie dlatego w 1923 roku działalność rówieńskiego Makkabi, najprężniej działającej żydowskiej organizacji sportowej, została zabroniona.

## Inne
- Hallerczyk Równe
- Hasmonea Równe
- Sokół Równe
- Pogoń Równe